# MENOPAUSE
『MENOPAUSE』（メノポーズ）は、SOFT BALLETの復活第2弾アルバム。解散前から通算すると8枚目。現時点で最後のオリジナル作品である。

## 概要
2002年のサマーソニックで復活したSOFT BALLETは『SYMBIONT』のリリース後、精力的に活動し、「BRIGHT MY WAY」と「SMASHING THE SUN」の2枚のシングルに続いて本作をリリースし、最後のツアー〈大団宴〉へ臨んだ。なお、このアルバムはCDエクストラ（エンハンスドCD）仕様となっており、「SMASHING THE SUN」のPVが収録されている。
初回盤は渋谷AX（2002年秋）と赤坂BLITZ（2003年春）でのライヴ映像を収録した特典DVDが付属する。

## 収録曲
1. Nirvana
2. Heleben Sahar
3. Smashing The Sun
4. Ascent -die a peaceful death
5. Realize
6. H158
7. Hunting Hi-Times
8. Your Web
9. Bright My Way
10. Incoherent And Confused (full of bombast)
11. 土縋り
  - SOFT BALLET初の日本語表記タイトルの楽曲である(英字表記を含めれば「KO・KA・GE・NI」、「MIDARA」に引き続き三曲目。)。
12. MARDOCK (隠しトラック）

- 全曲、作詞・作曲・編曲: SOFT BALLET

## 関連シングル
1. BRIGHT MY WAY
  - BRIGHT MY WAY / ASCENT (The windows which flow upwards in your eyes) / FINE TRAIN (F-ix) / BRIGHT MY WAY (Factory Mix)
2. SMASHING THE SUN
  - SMASHING THE SUN / OUT (F-ix destruct) / TUESDAY

## 参加ミュージシャン
- 遠藤遼一 - ヴォーカル
- 森岡賢 - コンピュータ・プログラミング、シンセサイザー
- 藤井麻輝 - コンピュータ・プログラミング、シンセサイザー、ギター

### ゲスト
- 平井直樹 - ドラムス
- 磯田収 - ギター
- 伊藤リエ - バッキングヴォーカル
- 梶原コウジ - ドラムス
- 小西コウイチ - ベース
- 森岡慶 - ギター
- 下出正樹 - ギター
- 白石元久 - マニピュレーション
- Kohji Soto - ベース
- 武内剛 - ギター